# 杰伊·乌索
杰伊·乌索（英語：Jey Uso），本名约书亚·塞缪尔·法图（英語：Joshua Samuel Fatu，1985年8月22日—），美国职业摔角手，效力于世界摔角娱乐（WWE）旗下品牌Raw。为萨摩亚群岛阿诺阿伊摔角世家成员。

## 生平
杰伊·乌索自幼接受身为WWE名人堂成员的父亲小索洛法·法图训练。2008年，正式亮相职业摔角界，2010年加盟WWE发展联盟佛罗里达冠军摔角（FCW），以擂台名“朱尔斯·乌索”（Jules Uso）名义活动，与双胞胎弟弟吉米·乌索组成兄弟档双打组合烏索兄弟，由表姐塔米娜·史奴卡、吉米的妻子娜奥米担任经纪人，期间夺得一次FCW双打冠军，不久后退出FCW一线。乌索兄弟组合亮相WWE期间，总共夺得八次WWE双打头衔，其中三次夺得Raw双打冠军，此外还两度获得衝擊大賞的年度摔角组合（2014年和2015年）。2017年，兄弟二人三次夺得SmackDown双打冠军，2019年和2021年实现第四次和第五次夺冠，第五次夺冠后创下WWE双打头衔卫冕纪录（622天）。此外也是第一支蝉联Raw和SmackDown双打冠军的组合，因此获封WWE毋庸置疑双打冠军。2021年7月至2023年6月，与堂哥羅曼·瑞恩斯、双胞胎兄弟吉米、索罗·西科亚组成反派组合血亲家族。
单打方面，杰伊于2020年与羅曼·瑞恩斯展开恩怨剧情，这段剧情被CBS体育评为年度最佳恩怨。2021年，杰伊夺得摔角狂热37的巨人安德烈纪念杯上绳挑战赛冠军。其后与寇帝·羅茲组成双打搭档，第四次夺得Raw双打冠军、第六次夺得SmackDown双打冠军，再度成为毋庸置疑双打冠军。2024年9月，生涯首次夺得WWE洲際冠軍。
2025年2月1日，杰伊在最后时刻爆冷击败約翰·希南，夺得男子皇家大战冠军，各界反應都極其不滿。